# 알레스 뱔랴츠키
알레스 빅타라비치 뱔랴츠키(벨라루스어: Алесь Віктаравіч Бяляцкі, 1962년 9월 25일 ~ )는 벨라루스의 친민주주의 활동가이자 양심수이다. 비아스나 인권센터와 함께 일한 것으로 알려진 인물이다. 1980년대 초부터 벨라루스의 독립과 민주주의를 위해 활동했으며 비아스나와 벨라루스 인민전선의 창립 멤버이다. 또, 벨라루스 인민전선의 리더를 1996년부터 1999년까지 역임했다.
2020년에 라이트 라이블리후드 어워드를 수상하고 2022년에 메모리알, 시민자유센터와 공동으로 2022년 노벨 평화상을 수상했다.
뱔랴츠키는 2번 투옥되었다. (2011년부터 2014년, 그리고 2021년부터 현재)